# 페데리코 2세 다 몬테펠트로
페데리코 2세 파올로 노벨로 다 몬테펠트로(Federico II Paolo Novello da Montefeltro, ??~1370년)는 1364년부터 사망할때까지의 우르비노 백작이다. 그는 놀포 다 몬테펠트로의 아들이다. 아들이 4명이 있었으며, 그중 안토니오는 1364년에 우르비노 백작이 된다.